# Роман о книге и мече
«Роман о книге и мече»(иер. трад. 書劍恩仇錄, кант.-рус.: Шу цзянь ен чоу лу, англ. The Romance of Book and Sword) — гонконгская историческая драма 1987 года, режиссёр Энн Хёй. Фильм снят по роману «Книга и меч» Цзинь Юна. Эта картина являются одной из первых гонконгских фильмов, который был снят с полным актёрским составом с материкового Китая и на его территории.
Картина получила 6 номинаций на 7-й Гонконгской кинопремии.

## Сюжет
Действие фильма охватывает первую половину романа и заканчивается заключением перемирия между императором Цяньлуном и «Обществом красных цветов» в Пагоде Шести Гармоний.

## В ролях
- Чжан Дуофу — Чэнь Цзялуо
- Цзян Вэй — молодой Чэнь Цзялуо
- Чан Даши — Цяньлун
- Лю Цзя — Хуоцинтон
- Дин Цуйхуа — Ло Бин
- Люй Юнцюань — даос Учэнь
- Юй Далу — Чжао Баньшань
- Го Бичуань — Вэнь Тайлай
- Ван Цзинцю — Чжан Цзинь
- Хоу Чанжун — Ю Ютун
- Чэнь Юван — Сюй Тяньхун
- Жэнь Найчан — Ши Шуанъин
- Чжан Цзюнь — Чан Божжи
- Ван Вэй — Чан Хэчжи
- Чжэн Цзяньхуа — Цзян Сигэнь
- Фу Юнцай — Вэй Чуньхуа
- Сунь Чэньси — Синьянь
- Ван Хунтао — Юй Ваньтао
- У Чуньшэн — Чжан Чжаочжун
- Ян Цзюньшэн — Хэшен
- Дин Тао — Чжаохуэй
- Дэн Цзе — мама Чэнь Цзялуо
- Гэ Лили — Цинху
- Чжу И — принц Су
- Чжан Сюэхао — Ли Кэсю
- Ши Вэй — кормилица

## Награды и номинации
| Награды                    | Награды                    | Награды                                        | Награды   |
| Кинопремия                 | Категория                  | Лауреат / претендент                           | Результат |
| -------------------------- | -------------------------- | ---------------------------------------------- | --------- |
| 7-я Гонконгская кинопремия | Лучший фильм               | Роман о книге и мече                           | Номинация |
| 7-я Гонконгская кинопремия | Лучшая режиссёрская работа | Энн Хёй                                        | Номинация |
| 7-я Гонконгская кинопремия | Лучшая мужская роль        | Чан Даши                                       | Номинация |
| 7-я Гонконгская кинопремия | Лучшая операторская работа | Билл Вон                                       | Номинация |
| 7-я Гонконгская кинопремия | Лучший монтаж              | Мок Люн Чау                                    | Номинация |
| 7-я Гонконгская кинопремия | Лучшая работа художника    | Пиу Юк-Мук, Джеймс Люн, Вонг Инь-Биу и Хэ Цюнь | Номинация |